# Anomaleyrodes palmae
Anomaleyrodes palmae là một loài côn trùng cánh nửa trong họ Aleyrodidae, phân họ Aleyrodinae.
Anomaleyrodes palmae được Takahashi & Mamet miêu tả khoa học đầu tiên năm 1952.